# Лук решетчатый
Лук решетчатый (лат. Allium clathratum) — многолетнее травянистое растение, вид рода Лук (Allium) семейства Луковые (Alliaceae).

## Распространение и экология
В природе ареал вида охватывает Казахстан, Китай, Монголию, Западную и Восточную Сибирь.
Произрастает в степях и на щебнистых и каменистых склонах.

## Ботаническое описание
Луковицы по 1—2 прикреплены к восходящему корневищу, цилиндрически-конические, длиной 5—10 см, толщиной около 1 см, с бурыми грубо-сетчатыми оболочками. Стебель высотой 20—50 см, округлый, гладкий, ребристый, на треть одетый гладкими, расставленными влагалищами листьев.
Листья в числе трёх, полуцилиндрические, желобчатые, шириной 0,5—2 мм, гладкие, немного короче или равны стеблю.
Зонтик полушаровидный или чаще шаровидный, многоцветковый, густой. Листочки узкоколокольчатого околоцветника розовые или бледно-розовые, с пурпурной жилкой, длиной 4—5 мм, линейные или линейно-ланцетные, тупые или островатые, наружные немного короче внутренних. Нити тычинок в полтора или почти в два раза длиннее околоцветника, при оснований сросшиеся, наружные — шиловидные, внутренние — шиловидные, реже цельные. Столбик сильно выдается из околоцветника.
Коробочка с широкоэллиптическими створками, немного короче околоцветника.

## Таксономия
Вид Лук решетчатый входит в род Лук (Allium) семейства Луковые (Alliaceae) порядка Спаржецветные (Asparagales).
|  |                                      |  |                                                             |                                                             |                   |  | ещё 24 семейства (согласно Системе APG II) | ещё 24 семейства (согласно Системе APG II) |                     |  |  |  | ещё более 870 видов |
|  |                                      |  |                                                             |                                                             |                   |  | ещё 24 семейства (согласно Системе APG II) | ещё 24 семейства (согласно Системе APG II) |                     |  |  |  | ещё более 870 видов |
|  |                                      |  |                                                             | порядок Спаржецветные                                       |                   |  |                                            |                                            | род Лук             |  |  |  |                     |
|  |                                      |  |                                                             | порядок Спаржецветные                                       |                   |  |                                            |                                            | род Лук             |  |  |  |                     |
|  | отдел Цветковые, или Покрытосеменные |  |                                                             |                                                             | семейство Луковые |  |                                            |                                            | вид Лук решетчатый  |  |  |  |                     |
|  | отдел Цветковые, или Покрытосеменные |  |                                                             |                                                             | семейство Луковые |  |                                            |                                            |                     |  |  |  |                     |
|  |                                      |  | ещё 44 порядка цветковых растений (согласно Системе APG II) | ещё 44 порядка цветковых растений (согласно Системе APG II) |                   |  |                                            | ещё около 300 родов                        | ещё около 300 родов |  |  |  |                     |
|  |                                      |  |                                                             | ещё 44 порядка цветковых растений (согласно Системе APG II) |                   |  |                                            |                                            | ещё около 300 родов |  |  |  |                     |